# Piaya melanogaster
El cuco Ventrinegro, Cuco Ardilla Buchinegro, Piscua Ventrinegra o Alma de Gato Negro (Piaya melanogaster) es un ave amazónica perteneciente al grupo de los Cucos, del orden Cuculiformes y de la familia Cuculidae. El género Piaya es considerado dentro de los Cucos del Nuevo Mundo. A pesar de tener un amplio rango de distribución, se sabe muy poco sobre la ecología e historia natural de esta especie. Se la considera como monotípica. La palabra melanogaster quiere decir “vientre negro”; tiene raíces griegas donde melas significa negro y gaster significa vientre.
Su número serial taxonómico es 554786 (TSN) y su ID en Avibase es 1AE8B7CDE081E7ED

## Descripción
Los adultos miden de 38 a 40,5 cm. Su pico es de color cárdeno encendidos, el iris de color rojo oscuro y piel orbital azul con un lunar amarillo delante del ojo. Su corona gris crea contraste con la parte dorsal rufa del ave. La garganta y el pecho son rufocanela hasta llegar al vientre y crissum negros. La cola es de color negro con timoneras de punta apical amplia visibles color blanco. Los juveniles no difieren de los adultos. P. melanogaster es más conocido por los tonos profundos de las partes suaves faciales, corona gris y ausencia de gris por debajo.
Se puede confundir con el Cuco Ardilla (Piaya cayana), ya que ambas especies comparten el mismo hábitat. El Cuco Ardilla es observado con mucha más frecuencia en doseles de terra firme. Se diferencian porque el Cuco Ardilla tiene la piel del orbital desnuda y de color amarillo verdoso, el color del plumaje del pecho es gris y carece de capucha .

### Canto
No es una especie muy vocalizadora. Su canto característico es un “dyerií-dyu, dyerií-dyu, dyerií-dyu…” repetidos a veces compasadamente por uno o unos pocos minutos, a menudo difícil de rastrear hasta su procedencia; típicamente permanece inmóvil en fronda densa cuando canta. Ocasionalmente suele producir gruñidos tenues. Existen 30 grabaciones en primer plano y 9 grabaciones de fondo del canto del Cuco Ventrinegro.

### Filogenia
El género Piaya puede ser un grupo parafilético; El Cuco Menudo (P. minuta) no se agrupa con el Cuco Ardilla y con el Cuco Ventrinegro, como tradicionalmente se clasifica.

## Distribución
P. melanogaster es una especie Amazónica considerada poco frecuente; se la encuentra en niveles altos de bosques tropicales y ocasionalmente se adentra en bosques de sabana. Prefiere altitudes hasta de 800 m s. n. m. Es nativa del sur y este de Guayana, Surinam, Guyana Francesa, este de Venezuela, norte de Bolivia, Colombia, Ecuador, este de Perú y Brasil. Su distribución ocupa 4 840 000 km² aproximadamente. No realiza migraciones, es residente permanente de su rango de distribución.
En Guayana puede ser avistada en Kanashen, COCA . En Bolivia se encuentra a la especie en el departamento de La Paz . En Colombia se encuentra desde el sur del departamento del Meta, nororiente de Guainía y Vaupés hacia el sur (oriente de los Andes) por debajo de los 500 m s. n. m.
En Ecuador se encuentra principalmente debajo de los 400 m s. n. m., es escaso y quizá localista en dosel de bosque de terra firme en bajuras del este.
En Brasil se encuentra en la región Alta Floresta del norte de Mato Grosso, en el sudeste amazónico.

### Estado Poblacional
Esta especie tiene un amplio rango de distribución, por lo tanto no se aproxima a los umbrales de estado de Vulnerable (VU) ya que no cumple sus criterios (extensión de ocurrencia > 20 000 km² combinado con rango de vida, extensión/calidad de hábitat y tamaño poblacional fluctuante o en declive, número de locaciones de poblaciones reducidos o fragmentación común de su hábitat). A pesar de que las poblaciones parecen estar disminuyendo, esta no es suficientemente rápida como para considerar a la especie en estado Vulnerable según los criterios de tendencia poblacional (>30% de disminución poblacional en los últimos diez años o últimas tres generaciones). Se desconoce el tamaño de la población mundial de P. melanogaster ya que nunca ha sido cuantificada, no entra en el criterio VU ya que no cumple con los criterios de la categoría de acuerdo a su tamaño poblacional (<10 000 individuos maduros con un continuo declive estimado menor al 10% en diez años o últimas tres generaciones). La tendencia poblacional se considera estable. Hasta 1994 P. melanogaster estuvo en la categoría Riesgo Menor/ Preocupación Menor (LR/LC), actualmente se encuentra en la categoría de Preocupación Menor (LC) .

## Hábitat
Vive en bosques tropicales, selvas húmedas de tierra firme, matorrales y ocasionalmente en sabanas arboladas. Los individuos no frecuentan mucho situaciones abiertas, a diferencia de P. cayana. Permanece generalmente en estratos altos del bosque. Se sabe que esta especie pierde entre 9.8 y 10.8% de hábitat adecuado dentro de su rango de distribución cada tres generaciones (13 años aproximadamente) .

## Comportamiento
P. melanogaster prefiere los doseles de los bosques, puede ser observada en matorrales poco altos, trepando lianas, saltando entre las ramas o corriendo entre las mismas para después planear por los espacios abiertos de la selva; sus aleteos son poco profundos. Los individuos están usualmente solos o en pareja.

### Reproducción
Se desconoce el ciclo reproductivo de P. melanogaster. Existen registros de individuos en condición reproductiva durante el mes de abril en el alto Orinoco de Venezuela y de juveniles siendo alimentados durante el mes de julio en Guyana Francesa. Los huevos son de color blanco puro. Su tiempo generacional es de 4.2 años.
Los cucos del género Piaya, a diferencia de los cucos del Viejo Mundo, no son parásitos de nido; estas especies construyen sus propios nidos en los árboles y pueden poner hasta 2 huevos. Los cucos parásitos de nidos colocan huevos de colores en los nidos para que estos se confundan entre los huevos del ave “hospedadora”.
Existen reportes de dos nidos (uno en una isla y el otro cercano a un río) con polluelos siendo alimentados en Guayana Francesa entre los meses de agosto y noviembre.

### Alimentación
Su dieta se basa en insectos grandes como escarabajos, cícadas, saltamontes, hormigas y orugas (inclusa las que tienen pelos punzantes que normalmente sirven como protección de ser depredadas por aves). Se alimenta en el dosel del bosque. Esta especie de cuco, por ser poderosa, puede depredar pequeños vertebrados como lagartijas .